# عبد الله اليوسف (لاعب كرة قدم مواليد 1997)
عبد الله اليوسف مواليد 29 أكتوبر 1997 في الأحساء، السعودية، هو لاعب كرة قدم سعودي يلعب لنادي الباطن معار من نادي الفتح.

## روابط خارجية
- عبد الله محمد اليوسف على موقع Soccerway.com (الإنجليزية)